# اسماعیل دیاوارا
اسماعیل دیاوارا (انگلیسی: Ismael Diawara؛ زادهٔ ۱۱ نوامبر ۱۹۹۴) بازیکن فوتبال اهل مالی است.
وی همچنین در تیم ملی فوتبال مالی بازی کرده است.